# Kattivakkam
Kattivakkam (en tamil: கத்திவாக்கம் ) es una localidad de la India en el distrito de Tiruvallur, estado de Tamil Nadu.

## Geografía
Se encuentra a una altitud de 8 m s. n. m. a  15 km de la capital estatal, Chennai, en la zona horaria UTC +5:30.

## Demografía
Según estimación 2010 contaba con una población de 37 200 habitantes.